# Deutsches Märchen- und Wesersagenmuseum
Das Deutsche Märchen- und Wesersagenmuseum befindet sich in der Villa Paul Baehr, einer Jugendstil-Villa, am Kurpark von Bad Oeynhausen. Hervorgegangen aus der privaten Stiftung des 1992 verstorbenen Volkskundlers und Schriftstellers Karl Paetow, bietet das Museum Einblicke in das weite Feld der alten Volkserzählungen und beschäftigt sich vornehmlich mit der bildlichen Umsetzung von Märchen- und Sagenmotiven. Es zeigt Illustrationen zu den bekannten Kinder- und Hausmärchen der Brüder Grimm, die im Weserbergland viele ihrer Märchenstoffe gefunden haben, sowie anderer Märchensammler und -erzähler ebenso wie künstlerisch weit über die Buchillustration hinausgehende bildliche Umsetzungen von aktuellen Künstlern und Künstlerinnen.

## Geschichte des Museums und der Sammlung
1973 schenkte der Kunsthistoriker und Schriftsteller Karl Paetow (1903–1992) der Stadt Bad Oeynhausen seine private Märchen- und Sagensammlung, die noch im selben Jahr in den Erdgeschossräumen der Paul-Baehr-Villa, Am Kurpark 3, in Bad Oeynhausen eröffnet wurde. Sie umfasst einen großen Bestand an Märchenbüchern, zahlreiche Märchen- und Sagenillustrationen in Form von Originalgraphiken und druckgraphischen Reproduktionen sowie Märchenfiguren und Gegenständen mit Bezug zu Märchen und Sage.
Bis 1981 leitete der Sammler selber das Museum ehrenamtlich. 1982 wurde eine hauptamtliche wissenschaftliche Stelle eingerichtet, von der seitdem die zwei in städtischer Trägerschaft befindlichen Museen, das Märchenmuseum ebenso wie der Museumshof der Stadt Bad Oeynhausen, betreut werden. In den 1980er Jahren entstandene Pläne zum Ausbau des Märchenmuseums zu einem Internationalen Märchenzentrum wurden in den 1990er Jahren wieder zu den Akten gelegt.
Seit Anfang der 1980er Jahre wurden die Sammlungen des Museums durch Ankäufe und Schenkungen besonders im grafischen Bereich ergänzt. Der Museumsgründer brachte zahlreiche Blätter mit mythologischen Szenen, Bilder zu Sagen des klassischen Altertums oder zu Figuren der Volkserzählung wie Till Eulenspiegel, Münchhausen, Rattenfänger von Hameln, Rübezahl oder Widukind in die Sammlung ein. Später kam als Sammelgebiet die bildliche Darstellung von Erzählsituationen dazu. Dem Ansatz Paetows entsprechend, ein Museum für die lebendige Tradierung der Märchen schaffen zu wollen, werden seit den 1990er Jahren auch Unikatbücher, Handpressendrucke und andere aktuelle Werke von Künstlern zu Märchen, Mythen und Sagen erworben, bedeutet doch jede künstlerische Auseinandersetzung mit dem Thema auch immer wieder eine Neuinterpretation der alten Geschichten. Im Bereich der populären Massenware besitzt das Museum eine umfangreiche Postkartensammlung sowie Gesellschaftsspiele und Spielzeug, Tonträger und Diaserien, Schulwandbilder, Sammelbilderalben, Briefmarken und Plakate. Textilien, Porzellanfiguren, Sammeltellerserien und Kindergeschirre mit Märchenmotiven usw. ergänzen das Sammlungsspektrum.
2022 wurde eine Neukonzipierung der Dauerausstellung in Angriff genommen. Unterstützt durch das Deutsche Zentrum für Kulturgutverluste wurde 2024 eine Untersuchung der Archivbestände auf NS-Raubkunst gestartet.
1978 gründete Karl Paetow zusammen mit dem Kaufmann Walter Frei den „Förderkreis des Deutschen Märchen- und Wesersagenmuseums e. V.“ zur Unterstützung der Museumsarbeit. Der Verein finanziert seit vielen Jahren nicht nur Ankäufe für die Sammlungen, sondern auch sämtliche Veranstaltungen des Museums.

## Leitung des Museums
- 1973–1981: Karl Paetow (ehrenamtlich)
- 1982–1991: Gerhard Seib (hauptamtlich)
- 1992–2021: Hanna Dose (hauptamtlich)[9]
- ab 2021: Hendrik Tieke (hauptamtlich)[10]

## Bibliothek
Zum Museum gehört eine gut bestückte Präsenzbibliothek mit rund 16.000 Bänden Märchen aus aller Welt in deutschsprachigen Ausgaben, Sagen aus dem deutschsprachigen Raum sowie Literatur zur Stadt- und Landesgeschichte. Ergänzt wird der Bestand durch Nachschlagewerke und Fachzeitschriften.

## Veranstaltungen
Das Museum bietet ein umfangreiches Veranstaltungsangebot mit Erzählstunden, Lesungen, Vorträgen, Führungen, Workshops, Geburtstagstagsangeboten usw.
Seit 1993 besteht ein Erzählkreis. In ihm können interessierte Laien sich treffen, um das Märchenerzählen zu üben.
Das Museum lädt seit seiner Eröffnung monatlich zu einer Märchenerzählstunde für Jung und Alt ein (anfangs an jedem 1. Freitag im Monat um 16 Uhr, später mittwochs um 19:30 Uhr). Jedes Jahr stehen diese Stunden unter einem anderen Oberthema, etwa „Märchenreise durch Europa“, „Märchensammlungen jenseits der Brüder Grimm“ oder „Familienleben“.
Nach Voranmeldung können auch Gruppen jeder Altersklasse (ab 5 Jahren) eine Märchenerzählstunde buchen.
Seit 2006 findet im Februar die Vorleseaktion „Bad Oeynhausen liest Märchen“ statt.
Höhepunkte im Veranstaltungskalender waren von 1993 bis 2021 die jährlich Ende Oktober stattfindenden Märchentage. Im Jahr 2022 konzipierte der neue Leiter Hendrik Tieke als Nachfolgeprogramm den „Schaurigen Herbst“ mit Filmen, Vorträgen, Erzählabenden, Lesungen usw.
In der Corona-Pandemie wurden andere Veranstaltungsformen erprobt.
Pro Jahr zeigt das Museum drei Sonderausstellungen zu kulturgeschichtlichen Themen rund um Märchen, Mythen und Sagen oder Ausstellungen mit Arbeiten von Künstlern. Auch Kooperationen mit Künstlervereinigungen, Sammlern u. a. m. gehören dazu.
Anlässlich des 150-jährigen Bestehens des Staatsbades Bad Oeynhausen im Jahre 1998 kreierten Studenten der Fachhochschule Bielefeld märchenhafte und phantasievolle Kostüme. Eine konkrete Anlehnung an Märchenfiguren sollte vermieden werden.
In Kooperation mit den Kunsterziehern am Gymnasium des Ortes gab es mehrmals Kooperationen für märchenhafte Kunstprojekte.

## Auszeichnungen
Im September 2019 wurde dem Museum und dessen langjähriger Leiterin Hanna Dose der Europäische Märchenpreis verliehen für die „Professionalität und Beharrlichkeit“ bei der „engagierte[n] Vermittlung von Märchen und Märchenforschung“: „Immer wieder fand und findet [das Museum] noch traditionelle, originelle aber auch ganz aktuelle, sowie pädagogisch durchdachte Annäherungsweisen an ein nicht nur museales, also historisches Thema.“ Durch die vielfältigen Aktivitäten habe „man vor allem kulturgeschichtlich interessierte Erwachsene ansprechen [wollen], aber mit bestimmten, eher spielerischen Veranstaltungen eben auch Kinder.“ Die Zahl der Menschen, die verantwortlich seien für den Erfolg, bezifferte Hanna Dose „nicht ohne Stolz“ auf rund 300.

## Publikationen
- Hanna Dose und Matthias Seeliger (Hrsg.): Märchen und Sagen schwarz-weiß. Scherenschnitte aus heutiger Zeit. Ausstellung im Deutschen Märchen- und Wesersagenmuseum Bad Oeynhausen sowie im Stadtmuseum Holzminden (= Holzmindener Papeterie Band 6). Mitzkat, Holzminden 2002, ISBN 978-3-931656-50-8.
- Sylvia Stepanek: 200 Jahre Kinder- und Hausmärchen: eine bibliographische Auswahl zum Werk der Brüder Jacob und Wilhelm Grimm. Deutsches Märchen- und Wesersagenmuseum, Bad Oeynhausen 2012.
- Frau Holle: eine bibliographische Auswahl zum Mythos der großen Göttin. Deutsches Märchen- und Wesersagenmuseum, Bad Oeynhausen 2013.